# Akihiro Imai
Akihiro Imai (jap. 今井 彰宏, Imai Akihiro; * 14. Januar 1970) ist ein japanischer Badmintonspieler und -trainer.

## Karriere
Akihiro Imai studierte an der Wirtschaftsuniversität Osaka. Akihiro Imai wurde 1993 und 1994 japanischer Meister im Mixed mit Miwa Kai. 1993 und 1999 erreichte er im Doppel Platz 2. 1996 und 1997 nahm er an den japanischen Meisterschaften der Erwachsenen teil, wo er im Doppel ebenfalls Platz 2 erreichte. Bei der Weltmeisterschaft 1993 startete er jedoch mit Haruko Matsuda im Mixed und wurde 33. Bei derselben Veranstaltung belegte er auch Platz 65 im Herrendoppel.
Er ist Cheftrainer der Werksmannschaft von Renesas Semiconductor Kyūshū/Yamaguchi, einer Tochter von Renesas Electronics, zu der Spielerinnen wie Mizuki Fujii, Kana Itō, Reika Kakiiwa, Miyuki Maeda und Satoko Suetsuna gehören.

## Sportliche Erfolge
| Saison | Veranstaltung                | Disziplin    | Platz | Name                            |
| ------ | ---------------------------- | ------------ | ----- | ------------------------------- |
| 1993   | Japan: Einzelmeisterschaften | Mixed        | 1     | Akihiro Imai / Miwa Kai         |
| 1993   | Japan: Einzelmeisterschaften | Doppel       | 2     | Akihiro Imai / Yasumasa Tsujita |
| 1993   | Weltmeisterschaft            | Mixed        | 33    | Akihiro Imai / Haruko Matsuda   |
| 1993   | Weltmeisterschaft            | Herrendoppel | 65    | Akihiro Imai / Yasumasa Tsujita |
| 1994   | Japan: Einzelmeisterschaften | Mixed        | 1     | Akihiro Imai / Miwa Kai         |
| 1999   | Japan: Einzelmeisterschaften | Doppel       | 2     | Akihiro Imai / Kazuhiro Honda   |